# Sent Irieg lo Desjalat
Sent Iries lo Desjalat  (en francès Saint-Yrieix-le-Déjalat) és un municipi francès situat al departament de la Corresa i a la regió de la Nova Aquitània.

## Demografia
| 1962                                       | 1968 | 1975 | 1982 | 1990 | 1999 | 2007 |
| ------------------------------------------ | ---- | ---- | ---- | ---- | ---- | ---- |
| 509                                        | 512  | 461  | 448  | 423  | 392  | 402  |
| Des de 1962: població sense dobles comptes |      |      |      |      |      |      |

## Administració
| Període | Identitat   | Partit |
| ------- | ----------- | ------ |
| 2001-   | Yves Maison | PS     |